# Sphaerocoryne blanfordiana
Sphaerocoryne blanfordiana är en kirimojaväxtart som beskrevs av Cecil Ernest Claude Fischer.
Sphaerocoryne blanfordiana ingår i släktet Sphaerocoryne och familjen kirimojaväxter. Inga underarter finns listade i Catalogue of Life.